# Pål André Helland
Pål André Helland (Orkanger, 4 gennaio 1990) è un calciatore e giocatore di calcio a 5 norvegese, attaccante del KIL/Hemne.

## Carriera

### Club
Helland ha giocato nel KIL/Hemne, prima di entrare nelle giovanili del Rosenborg. Nel mese di gennaio 2009, ha firmato un contratto triennale con il Rosenborg, diventando un calciatore professionista. Ha esordito in squadra il 10 maggio successivo, subentrando a Roar Strand nella vittoria per 0-4 sul campo del Gjøvik. Il 17 giugno, nella stessa competizione, ha realizzato una rete nella vittoria per 1-7 sullo Strindheim. Per l'esordio nell'Eliteserien, ha dovuto attendere il 20 giugno 2009, quando ha avuto modo di sostituire ancora Strand nella vittoria per 0-3 in casa dell'Aalesund. Nel mercato estivo, è passato in prestito al Ranheim, nella 2. divisjon, per cui ha messo a referto 2 reti.
A fine stagione, ha fatto ritorno al Rosenborg. Ha disputato un'altra partita nella massima divisione norvegese, prima di trasferirsi ancora al Ranheim, sempre con la formula del prestito. Con questa maglia, ha conquistato la promozione nella 1. divisjon, campionato in cui ha debuttato il 22 maggio 2011, nella vittoria per 1-0 sull'Alta. Sempre nel corso del 2011, si è trasferito in prestito al Byåsen, dove ha siglato 10 reti.
Il 14 novembre 2011, ha firmato un contratto biennale con l'Hødd, che sarebbe stato valido dal 1º gennaio successivo. Ha esordito con questa casacca il 9 aprile 2012, nella sconfitta per 0-2 contro il Kongsvinger. Ha siglato la prima rete il 28 maggio, nella sconfitta per 3-2 in casa del Tromsdalen. Ha contribuito al raggiungimento del successo finale nel Norgesmesterskapet 2012, segnando il suo penalty nella sfida ai calci di rigore contro il Tromsø, dopo che la partita si era conclusa sul punteggio di 1-1 dopo i tempi supplementari.
Il 4 giugno 2013, il Rosenborg ha comunicato sul proprio sito ufficiale di aver raggiunto un accordo con Helland, che sarebbe tornato a Trondheim a partire dal 1º gennaio 2014. Il 10 luglio successivo, però, Rosenborg e Hødd hanno raggiunto un accordo per cui il giocatore si sarebbe trasferito nella nuova squadra a partire dal 26 luglio 2013.
Il 21 ottobre 2015, ha ricevuto la candidatura come miglior attaccante del campionato per l'edizione annuale del premio Kniksen.
Il 29 giugno 2016 ha rinnovato il contratto che lo legava al Rosenborg fino al 2020.
Il 20 febbraio 2021 si è trasferito al Lillestrøm: ha firmato un contratto biennale con il nuovo club e ha scelto di vestire la maglia numero 7. Il 9 novembre 2022 ha annunciato il proprio ritiro dal calcio professionistico, previsto per la fine di stagione.
Ha comunque continuato a giocare a livello amatoriale, firmando per il Løvenstad, in 4. divisjon. L'11 gennaio 2024 ha fatto ritorno al KIL/Hemne.

### Nazionale
Helland ha rappresentato le selezioni giovanili norvegesi a livello Under-15, Under-17, Under-18 e Under-19. Il 5 dicembre 2012, ha esordito per la Nazionale di calcio a 5 norvegese, segnando due reti contro la Danimarca. L'11 novembre 2014 è stato convocato per la prima volta nella Nazionale maggiore, in vista delle partite contro Estonia e Azerbaigian.

## Statistiche

### Presenze e reti nei club
Statistiche aggiornate al'11 gennaio 2024.
| Stagione          | Club              | Campionato        | Campionato | Campionato | Coppe nazionali | Coppe nazionali | Coppe nazionali | Coppe continentali | Coppe continentali | Coppe continentali | Supercoppe | Supercoppe | Supercoppe | Totale | Totale |
| Stagione          | Club              | Comp              | Pres       | Reti       | Comp            | Pres            | Reti            | Comp               | Pres               | Reti               | Comp       | Pres       | Reti       | Pres   | Reti   |
| ----------------- | ----------------- | ----------------- | ---------- | ---------- | --------------- | --------------- | --------------- | ------------------ | ------------------ | ------------------ | ---------- | ---------- | ---------- | ------ | ------ |
| 2008              | Rosenborg         | ES                | 0          | 0          | CN              | 0               | 0               | CU                 | 0                  | 0                  | -          | -          | -          | 0      | 0      |
| gen.-ago. 2009    | Rosenborg         | ES                | 1          | 0          | CN              | 3               | 1               | UEL                | -                  | -                  | -          | -          | -          | 4      | 1      |
| ago.-dic. 2009    | Ranheim           | 2D                | ?          | 2          | CN              | -               | -               | -                  | -                  | -                  | -          | -          | -          | ?      | 2      |
| gen.-mag. 2010    | Ranheim           | 1D                | 3          | 0          | CN              | 1               | 0               | -                  | -                  | -                  | -          | -          | -          | 4      | 0      |
| mag.-ago. 2010    | Rosenborg         | ES                | 1          | 0          | CN              | 0               | 0               | UCL                | -                  | -                  | SN         | -          | -          | 1      | 0      |
| ago.-dic. 2010    | Ranheim           | 1D                | ?          | ?          | CN              | -               | -               | -                  | -                  | -                  | -          | -          | -          | ?      | ?      |
| gen.-ago. 2011    | Ranheim           | 1D                | 2          | 0          | CN              | 1               | 0               | -                  | -                  | -                  | -          | -          | -          | 3      | 0      |
| Totale Ranheim    | Totale Ranheim    | Totale Ranheim    | 5+         | 2+         |                 | 2+              | 0+              |                    | -                  | -                  |            | -          | -          | 7+     | 2+     |
| ago.-dic. 2011    | Byåsen            | 2D                | 7          | 3          | CN              | -               | -               | -                  | -                  | -                  | -          | -          | -          | 7      | 3      |
| 2012              | Hødd              | 1D                | 26         | 10         | CN              | 7               | 6               | -                  | -                  | -                  | -          | -          | -          | 33     | 16     |
| gen.-lug. 2013    | Hødd              | 1D                | 13         | 1          | CN              | 3               | 1               | UEL                | 2                  | 0                  | -          | -          | -          | 18     | 2      |
| Totale Hødd       | Totale Hødd       | Totale Hødd       | 39         | 11         |                 | 10              | 7               |                    | 2                  | 0                  |            | -          | -          | 51     | 18     |
| lug.-dic. 2013    | Rosenborg         | ES                | 11         | 2          | CN              | 2               | 0               | UEL                | -                  | -                  | -          | -          | -          | 13     | 2      |
| 2014              | Rosenborg         | ES                | 21         | 4          | CN              | 2               | 2               | UEL                | 4                  | 2                  | -          | -          | -          | 27     | 8      |
| 2015              | Rosenborg         | ES                | 21         | 13         | CN              | 5               | 7               | UEL                | 9                  | 4                  | -          | -          | -          | 35     | 24     |
| 2016              | Rosenborg         | ES                | 20         | 4          | CN              | 5               | 4               | UCL+UEL            | 4+2                | 1+0                | -          | -          | -          | 26     | 6      |
| 2017              | Rosenborg         | ES                | 22         | 6          | CN              | 3               | 1               | UCL+UEL            | 2+3                | 0+1                | SN         | 1          | 0          | 31     | 8      |
| 2018              | Rosenborg         | ES                | 20         | 5          | CN              | 4               | 0               | UCL+UEL            | 3+3                | 0                  | SN         | 0          | 0          | 30     | 5      |
| 2019              | Rosenborg         | ES                | 19         | 3          | CN              | 2               | 0               | UCL+UEL            | 6+3                | 2+1                | -          | -          | -          | 30     | 6      |
| 2020              | Rosenborg         | ES                | 19         | 2          | -               | -               | -               | UEL                | 1                  | 0                  | -          | -          | -          | 20     | 2      |
| Totale Rosenborg  | Totale Rosenborg  | Totale Rosenborg  | 155        | 39         |                 | 26              | 15              |                    | 40                 | 11                 |            | 1          | 0          | 222    | 65     |
| 2021              | Lillestrøm        | ES                | 14         | 1          | CN              | 2               | 2               | -                  | -                  | -                  | -          | -          | -          | 16     | 3      |
| 2022              | Lillestrøm        | ES                | 14         | 2          | CN              | 2               | 1               | -                  | -                  | -                  | -          | -          | -          | 16     | 3      |
| Totale Lillestrøm | Totale Lillestrøm | Totale Lillestrøm | 28         | 3          |                 | 4               | 3               |                    | -                  | -                  |            | -          | -          | 32     | 6      |
| 2023              | Løvenstad         | 4D                | 9          | 2          | -               | -               | -               | -                  | -                  | -                  | -          | -          | -          | 9      | 2      |
| 2024              | KIL/Hemne         | 4D                | 0          | 0          | -               | -               | -               | -                  | -                  | -                  | -          | -          | -          | 0      | 0      |
| Totale            | Totale            | Totale            | 243+       | 60+        |                 | 42+             | 25+             |                    | 40                 | 11                 |            | 1          | 0          | 326+   | 96+    |

### Cronologia presenze e reti in Nazionale
| Cronologia completa delle presenze e delle reti in nazionale ― Norvegia | Cronologia completa delle presenze e delle reti in nazionale ― Norvegia | Cronologia completa delle presenze e delle reti in nazionale ― Norvegia | Cronologia completa delle presenze e delle reti in nazionale ― Norvegia | Cronologia completa delle presenze e delle reti in nazionale ― Norvegia | Cronologia completa delle presenze e delle reti in nazionale ― Norvegia | Cronologia completa delle presenze e delle reti in nazionale ― Norvegia | Cronologia completa delle presenze e delle reti in nazionale ― Norvegia |
| Data                                                                    | Città                                                                   | In casa                                                                 | Risultato                                                               | Ospiti                                                                  | Competizione                                                            | Reti                                                                    | Note                                                                    |
| ----------------------------------------------------------------------- | ----------------------------------------------------------------------- | ----------------------------------------------------------------------- | ----------------------------------------------------------------------- | ----------------------------------------------------------------------- | ----------------------------------------------------------------------- | ----------------------------------------------------------------------- | ----------------------------------------------------------------------- |
| 8-6-2015                                                                | Oslo                                                                    | Norvegia                                                                | 0 – 0                                                                   | Svezia                                                                  | Amichevole                                                              | -                                                                       |                                                                         |
| 12-6-2015                                                               | Oslo                                                                    | Norvegia                                                                | 0 – 0                                                                   | Azerbaigian                                                             | Qual. Euro 2016                                                         | -                                                                       |                                                                         |
| 12-11-2015                                                              | Oslo                                                                    | Norvegia                                                                | 0 – 1                                                                   | Ungheria                                                                | Qual. Euro 2016                                                         | -                                                                       |                                                                         |
| 15-11-2015                                                              | Budapest                                                                | Ungheria                                                                | 2 – 1                                                                   | Norvegia                                                                | Qual. Euro 2016                                                         | -                                                                       |                                                                         |
| 1-6-2016                                                                | Oslo                                                                    | Norvegia                                                                | 3 – 2                                                                   | Islanda                                                                 | Amichevole                                                              | 1                                                                       |                                                                         |
| 8-10-2016                                                               | Baku                                                                    | Azerbaigian                                                             | 1 – 0                                                                   | Norvegia                                                                | Qual. Mondiali 2018                                                     | -                                                                       |                                                                         |
| Totale                                                                  |                                                                         | Presenze                                                                | 6                                                                       |                                                                         | Reti                                                                    | 1                                                                       |                                                                         |

## Palmarès

### Club

#### Competizioni nazionali
- Coppa di Norvegia: 4

Hødd: 2012
Rosenborg: 2015, 2016, 2018
- Campionato norvegese: 4

Rosenborg: 2015, 2016, 2017, 2018
- Supercoppa di Norvegia: 1

Rosenborg: 2017